# Ignaz Bernhard Mauermann

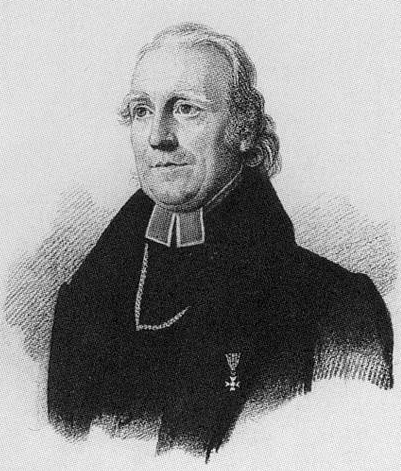
Ignaz Bernhard Mauermann (1786–1841)

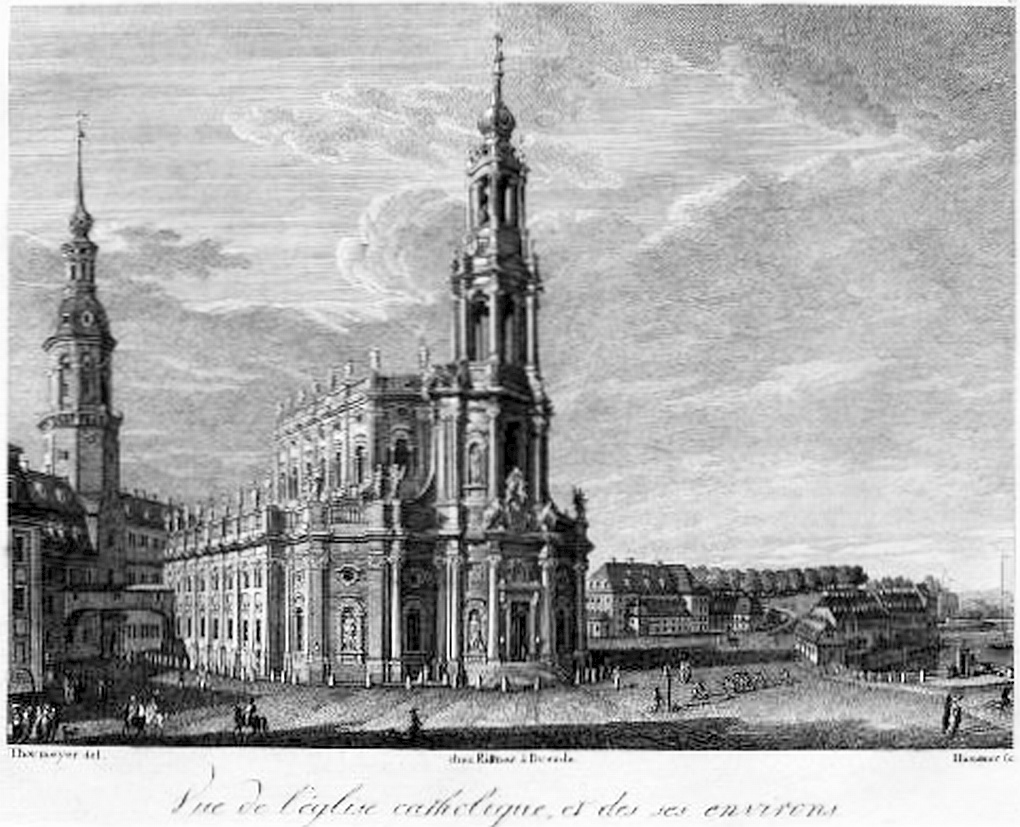
Die Dresdner Hofkirche zu Zeiten Mauermanns, Zeichnung: Gottlob Friedrich Thormeyer

 Ignaz Bernhard Mauermann (* 2. Februar 1786 in Neuzelle (Niederlausitz); † 14. September 1841 in Schirgiswalde) war römisch-katholischer Bischof. Von 1819 bis zu seinem Tod war er Apostolischer Vikar in den Sächsischen Erblanden, seit 1831 auch Domdekan in Bautzen und Apostolischer Präfekt in der Oberlausitz. Unter Mauermanns Leitung konsolidierte sich die katholische Diasporakirche in Sachsen. In mehreren Städten wurden neue Gemeinden und katholische Schulen gegründet.

## Leben
Ignaz Mauermann besuchte zuerst die Lateinschule des Klosters Neuzelle. Er trat in das Kloster Neuzelle ein und erhielt den Ordensnamen Bernhard. Danach ging er zum Theologiestudium nach Prag, wo er wie viele Lausitzer Priesteramtskandidaten im Wendischen Seminar lebte. 1807 arbeitete er kurze Zeit als Schuldirektor und Katechet im nordböhmischen Aussig. Nach dem Abschluss seiner theologischen Studien am Leitmeritzer Priesterseminar wurde er ebenda im August 1808 zum Priester geweiht. Mauermann blieb dann noch einige Jahre im Dienst der Diözese Leitmeritz. Als ihm 1814 die Stelle des Direktors der kleinen katholischen Schule in Leipzig angeboten wurde, kehrte er nach Sachsen zurück. Im Jahr darauf wurde er zum Schuldirektor in Dresden und gleichzeitig zum Hofkaplan und Beichtvater der königlichen Familie berufen. Er unterrichtete unter anderem die Prinzen Friedrich August und Johann, die später beide Könige von Sachsen wurden.
Am 24. März 1819 wurde Mauermann zum Mitglied des Bautzener Domkapitels gewählt und von Papst Pius VII. zum apostolischen Vikar von Sachsen und Titularbischof von Pella ernannt. Die Bischofsweihe erhielt er am 11. Juli des nämlichen Jahres in der Dresdner Hofkirche von Bischof Lock. Nach Locks Tod wurde Mauermann am 9. November 1831 auch zum Domdekan des Bautzener Kapitels gewählt. Damit war er automatisch auch bischöflicher Administrator in den Lausitzen und vereinigte so die beiden höchsten katholischen kirchlichen Würden Sachsens in seiner Person. Für das Domkapitel St. Petri war er nun auch Mitglied der Ersten Kammer des Sächsischen Landtags.
Als Leiter der beiden sächsischen Jurisdiktionsbezirke bemühte sich Mauermann erfolgreich um den Ausbau der Seelsorge. Er gründete – zum Teil mit Unterstützung der Königsfamilie – katholische Gemeinden und Schulen in Pirna, Chemnitz und Zwickau. Für die verstreut lebenden Katholiken Sachsens führte er so genannte Missionsgottedienste ein. 1837 kaufte Mauermann für das Bautzener Domstift das Rittergut Wilthen. Auch dort entstand bald eine neue katholische Gemeinde mit eigener Schule. Das selbstbewusste und erfolgreiche Agieren Mauermanns für die Interessen der sächsischen Katholiken wurde von manchen Protestanten im Stammland der Reformation sehr kritisch betrachtet.
In die Amtszeit Mauermanns fällt auch die Neuregelung der geistlichen Gerichtsbarkeit für die Katholiken der Sächsischen Erblande. Durch königliches Mandat wurde 1827 ein katholisches Konsistorium als erste Instanz eingerichtet. Das bereits bestehende Gericht unter Vorsitz des Apostolischen Vikars wurde mit zwei zusätzlichen Beisitzern versehen und war nunmehr die obere Instanz.
Bischof Mauermann ist 1841 in Schirgiswalde verstorben. Er wurde in Bautzen auf dem Nikolaikirchhof bestattet. Sein nachgelassenes Vermögen hatte der Bischof für den Bau einer Kirche im erzgebirgischen Annaberg bestimmt. Im Amt des Apostolischen Vikars folgte ihm sein Bruder Franz Laurenz Mauermann nach, Domdekan von St. Petri aber wurde der sorbische Priester Matthäus Kutschank.